# Focus (tjednik)
Focus je njemački politički tjednik koji izvještava o aktualnim događajima u zemlji i inozemstvu .
Tjednik je 1993. osnovao Hubert Burda. Focus je jedan od utjecajnijih tjednika u Njemačkoj i jak konkurent Der Spiegelu i Sternu.
Focus dostiže tjednu prodaju od oko 470.00 primjeraka.

## Vanjske poveznice
- Focus Online
- Focus Magazin Verlag
- Focus Money
- Focus Schule
- Medialine